# Suore dell'Immacolata Concezione (Ouagadougou)
Le Suore dell'Immacolata Concezione (in francese Sœurs de l'Immaculée Conception; sigla S.I.C.O.) sono un istituto religioso femminile di diritto pontificio.

## Storia
Le origini della congregazione risalgono a un gruppo di giovani africane che, desiderando abbracciare la vita religiosa, nel 1916 si rivolsero alle suore bianche appena arrivate a Ouagadougou: nel 1921 fu aperto un aspirantato, trasformato in postulantato nel 1924, e l'11 febbraio 1924 ebbe ufficialmente inizio l'istituto delle Suore nere dell'Immacolata Concezione.
Il noviziato fu approvato nel 1928 da Joanny Thévenoud, vicario apostolico di Ouagadougou. L'erezione canonica dell'istituto ebbe luogo, con l'approvazione della congregazione di Propaganda fide, l'8 dicembre 1930.

## Attività e diffusione
Le suore si dedicano all'insegnamento scolastico, all'assistenza ai malati e all'apostolato parrocchiale.
Oltre che in Burkina Faso, sono presenti in Algeria, Benin, Costa d'Avorio, Francia, Italia, Mali, Niger e Togo; la sede generalizia è a Ouagadougou.
Alla fine del 2015 l'istituto contava 473 religiose in 82 case.